# 節會

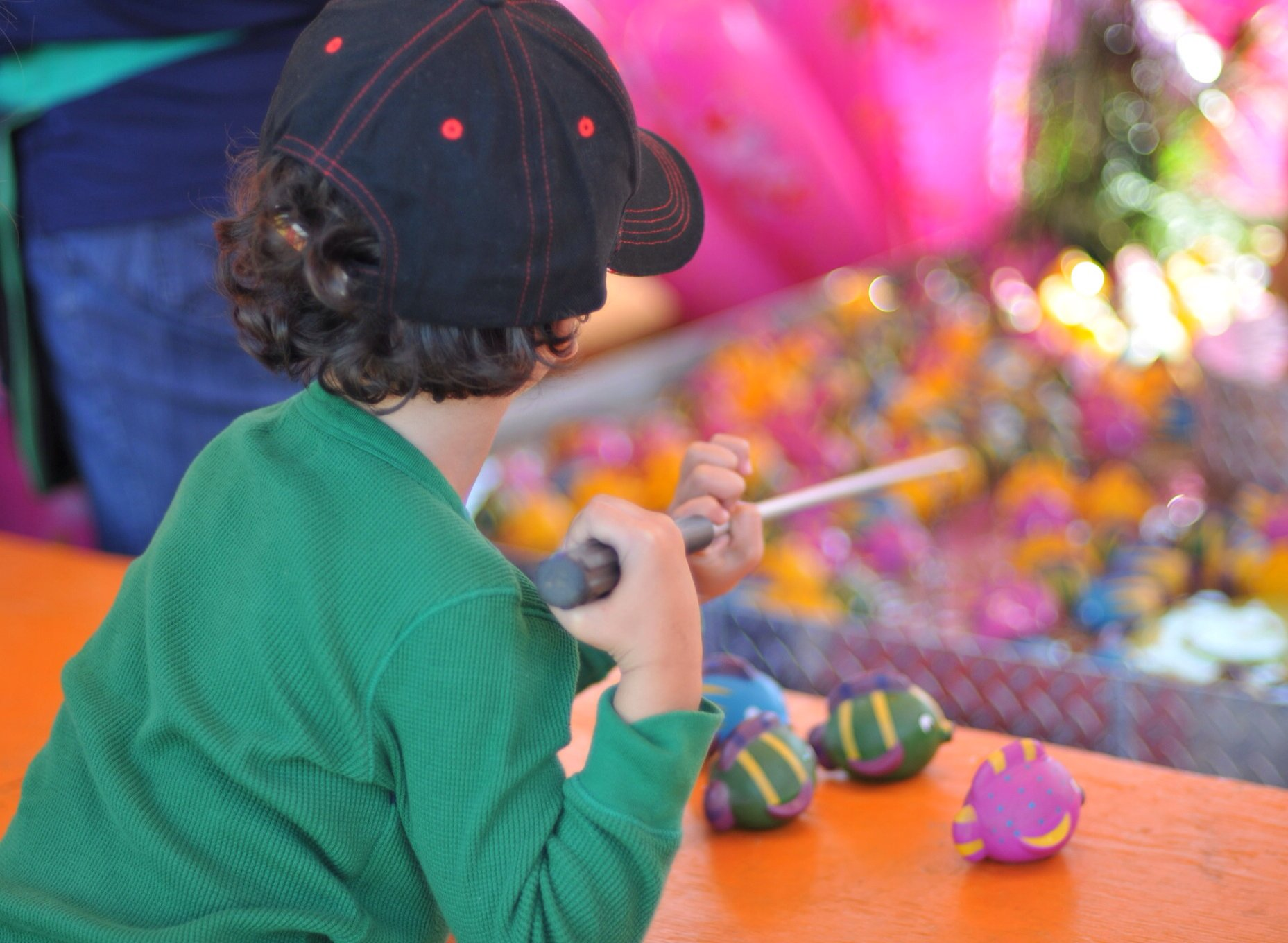
2010年加拿大收获节，在Rockton World's Fair中，一个男孩在池塘旁边捞鱼

節會，或称山会指的是人们聚集起来，进行各种各样的娱乐、商业活动。其形式类似于庙会，不同的是通常会在寺庙旁举行。节会强调临时性，可以只举办一下午，也可以持续数周，但绝不会经年累月一直举办。

## 节会的种类
节会分为以下这几种：

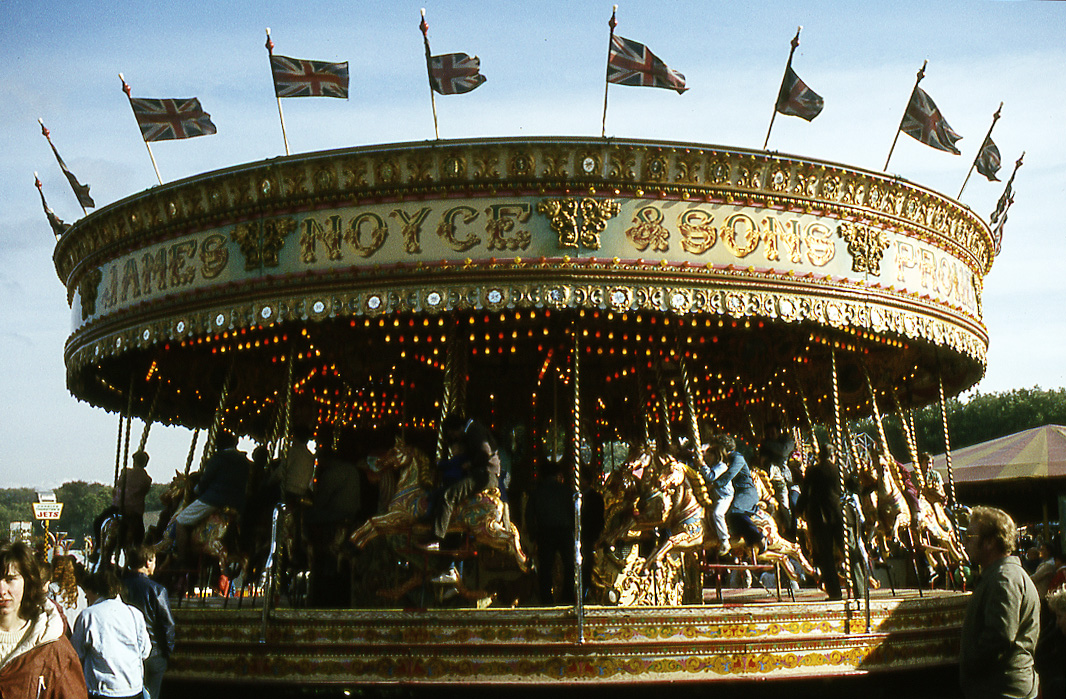
旋轉木馬在节会上非常常见。

- 街会（英语：Street fair）：庆祝邻里氛围、环境的节会。从名字中可以猜得出，街会通常会在邻里的主要街道上举行。
- 節日節會：由共同體组织的节会，用以庆祝的传统或者宗教信仰等，常常是一个本地性或者全国性的假日。例如聖誕節會、年宵市場等。
- 招聘会：各个公司设立摊位，招聘新人的集会。
- 贸易展览会：一种展览会。公司可在此设立摊位，展示自己最新的产品，调研竞争对手的情况，判断市场的趋向等。
- 狂欢节：也称嘉年华，期间会有游乐设施、食品摊贩、商贩和碰运气拼技术的小游戏。
- 廟會：在神誕或祭典其間於寺廟周邊舉行，售賣祭祀用品或吉祥物品。
- 農業展覽會：展出農具、牲畜，以及提供農耕和畜牧相關的娛樂和體育運動。
- 賣物會（英语：Fête）：團體為慶祝及籌募經費舉行的節會